# Мосолино
Мосолино — деревня в Валдайском муниципальном районе Новгородской области России, относится к Яжелбицкому сельскому поселению. Основана в 1495 году, но заселены эти места были намного раньше. 

## История
По одной из версии название деревни образовалось от имени девушки-цыганки Мосолины. Смысл легенды состоит в том, что один молодой парень искал себе место для вспахивания. И на одном поле он увидел прекрасную девушку и влюбился в неё, а потом они поженились. Жили они долго в местечке, где жила Мосолина. Но вскоре Мосолина умерла от болезни. И молодой парень назвал это местечко Мосолино. А, по другой версии название деревни произошло от названия маленьких мошек, которых называли Мосолы. 

## География
В деревне Мосолино протекают 2 реки, которые называются Лонница и Полометь. Река Полометь известна речными раковинами-жемчужницами и раньше она была судоходной.